# NHL Championship Finals 1918
Le National Hockey League Championship Finals 1918 sono state la serie conclusiva della stagione 1917-1918 della National Hockey League. La sfida si è tenuta tra l'11 e il 13 marzo 1918 e ha visto la vittoria del Toronto Hockey Club, che nelle due gare previste ha segnato più reti dei Canadiens de Montréal con il punteggio di 10-7.
Come vincitore del campionato NHL, il Toronto Hockey Club ha ottenuto il diritto di partecipare alle successive Stanley Cup Finals sfidando i Vancouver Millionaires, campioni del campionato PCHA.

## Squadre partecipanti
- Canadiens de Montréal
- Toronto Hockey Club (campioni)

## Formato
Alle NHL Championship Finals hanno ottenuto accesso le squadre vincitrici delle rispettive due parti in cui è stata divisa la regular season, ovvero le squadre piazzatesi in 1ª posizione nelle due rispettive classifiche.
Il regolamento prevedeva la disputa di 2 gare di andata e ritorno. La squadra che avrebbe totalizzato il maggior numero di goal avrebbe ottenuto il titolo di campione.

## NHL Championship Finals

### Montréal Canadiens – Toronto Hockey Club
I Montréal Canadiens hanno ottenuto l'accesso alle Championship Finals grazie alla loro 1ª posizione in classifica nella First half, mentre il Toronto Hockey Club hanno ottenuto l'accesso grazie alla loro 1ª posizione in classifica nella Second half. Per la prima volta nella loro storia, la squadra di Toronto ha ottenuto l'accesso ai playoff. Durante la regular season, le due squadre si sono affrontate per 10 volte, ottenendo ognuna 5 vittorie a testa.
Al termine delle due gare (caratterizzate da durissimi scontri fisici tra Bert Corbeau e Newsy Lalonde), il Toronto HC ha messo a referto più reti rispetto ai Montréal Canadiens, aggiudicandosi il titolo.

#### Riepilogo serie
| Squadra 1          | Totale | Squadra 2           | Andata | Ritorno |
| ------------------ | ------ | ------------------- | ------ | ------- |
| Montreal Canadiens | 7–10   | Toronto Hockey Club | 3–7    | 4–3     |

#### Risultati

##### Gara 1
| Arbitri: | Harvey Pulford Charlie McKinley |

| |            | |
| 1° periodo H. Meeking (1) 05:00 K. Randall (1) K. Randall (1) 17:00 H. Cameron (1) 2° periodo H. Meeking (2) 05:00 R. Noble (1) 3° periodo H. Meeking (3) 05:00 nessun assist J. Adams (1) 11:00 H. Cameron (2) H. Cameron (1) 12:00 nessun assist H. Mummery (1) 14:00 nessun assist | Marcatori  | 1° periodo nessun goal 2° periodo 04:00 (1) N. Lalonde (1) D. Pitre 3° periodo 07:00 (1) B. Corbeau (1) N. Lalonde 13:00 (2) N. Lalonde (1) J. Hall |
| 1° periodo (minor – 3 min) J. Adams (minor – 3 min) R. Crawford (minor – 3 min) R. Crawford (minor – 3 min) R. Crawford (minor – 3 min) H. Meeking (major) H. Mummery (minor – 3 min) H. Mummery (minor – 3 min) H. Mummery (minor – 3 min) H. Mummery (minor – 3 min) R. Noble (minor – 3 min) K. Randall (minor – 3 min) K. Randall (minor – 3 min) K. Randall (minor – 3 min) A. Skinner (minor – 3 min) A. Skinner (minor – 3 min) A. Skinner 2° periodo nessuna penalità 3° periodo nessuna penalità | Penalità   | 1° periodo B. Corbeau (3 min – minor) B. Corbeau (3 min – minor) B. Coutu (3 min – minor) J. Hall (3 min – minor) N. Lalonde (3 min – minor) N. Lalonde (3 min – minor) J. Malone (3 min – minor) D. Pitre (3 min – minor) 2° periodo nessuna penalità 3° periodo nessuna penalità |
| Dick Carroll | Allenatori | Newsy Lalonde |

##### Gara 2
| Arbitri: | Harvey Pulford Charlie McKinley |

| |            | |
| 1° periodo nessun goal 2° periodo J. Malone (1) 04:25 B. Corbeau (1) J. McDonald (1) 05:30 N. Lalonde (2) 3° periodo N. Lalonde (3) 01:40 nessun assist N. Lalonde (4) 10:30 nessun assist                                                              | Marcatori  | 1° periodo 12:00 (1) R. Noble (1) R. Crawford 2° periodo 16:51 (1) R. Crawford (1) A. Skinner 3° periodo 08:00 (2) R. Crawford (1) H. Mummery |
| 1° periodo (major) B. Corbeau (minor – 3 min) J. Hall (major) N. Lalonde (major) D. Pitre (major) D. Pitre 2° periodo (minor – 3 min) J. Hall (minor – 3 min) J. Hall (minor – 3 min) N. Lalonde (minor – 3 min) N. Lalonde 3° periodo nessuna penalità | Penalità   | 1° periodo R. Noble (3 min – minor) K. Randall (3 min – minor) 2° periodo J. Adams (3 min – minor) C. Denneny (3 min – minor) H. Meeking (3 min – minor) H. Mummery (3 min – minor) R. Noble (3 min – minor) 3° periodo J. Adams (3 min – minor) |
| Newsy Lalonde | Allenatori | Dick Carroll |

## Statistiche
Fonte: NHL

### Statistiche individuali

#### Skaters
I seguenti giocatori di movimento (skaters) hanno ottenuto più punti (gol+assist) durante i playoff.
| Pos | Giocatore     | Squadra             | GP | G | A | P  |
| --- | ------------- | ------------------- | -- | - | - | -- |
| 1.  | Alf Skinner   | Toronto Hockey Club | 7  | 8 | 3 | 11 |
| 2.  | Newsy Lalonde | Montreal Canadiens  | 2  | 4 | 2 | 6  |
| 3.  | Sammy Hebert  | Toronto Hockey Club | 7  | 4 | 0 | 4  |
| 4.  | Harry Meeking | Toronto Hockey Club | 7  | 4 | 0 | 4  |
| 5.  | Reg Noble     | Toronto Hockey Club | 7  | 3 | 0 | 3  |